# Кингсберг (Калифорнија)
Кингсберг (енгл. Kingsburg) град је у америчкој савезној држави Калифорнија. По попису становништва из 2010. у њему је живело 11.382 становника.

## Демографија
Према попису становништва из 2010. у граду је живело 11.382 становника, што је 2.183 (23,7%) становника више него 2000. године.
| Група             | 2000.         | 2010.         |
| Белци             | 5.505 (59,8%) | 5.776 (50,7%) |
| Афроамериканци    | 41 (0,4%)     | 62 (0,5%)     |
| Азијати           | 252 (2,7%)    | 383 (3,4%)    |
| Хиспаноамериканци | 3.166 (34,4%) | 4.883 (42,9%) |
| Укупно            | 9.199         | 11.382        |